# Sparbössa

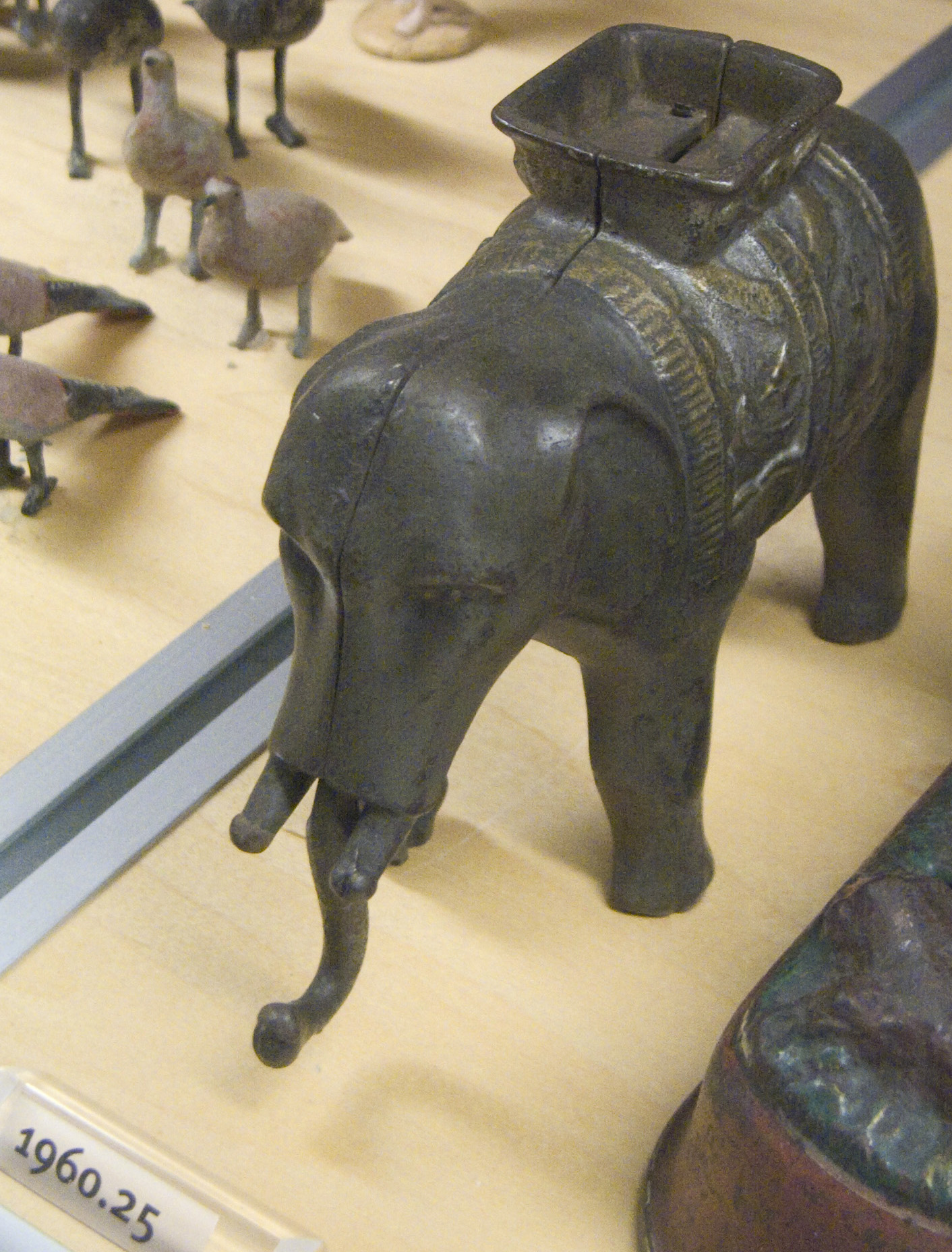
"Sparelefant" från åren kring sekelskiftet 1800–1900-talet.

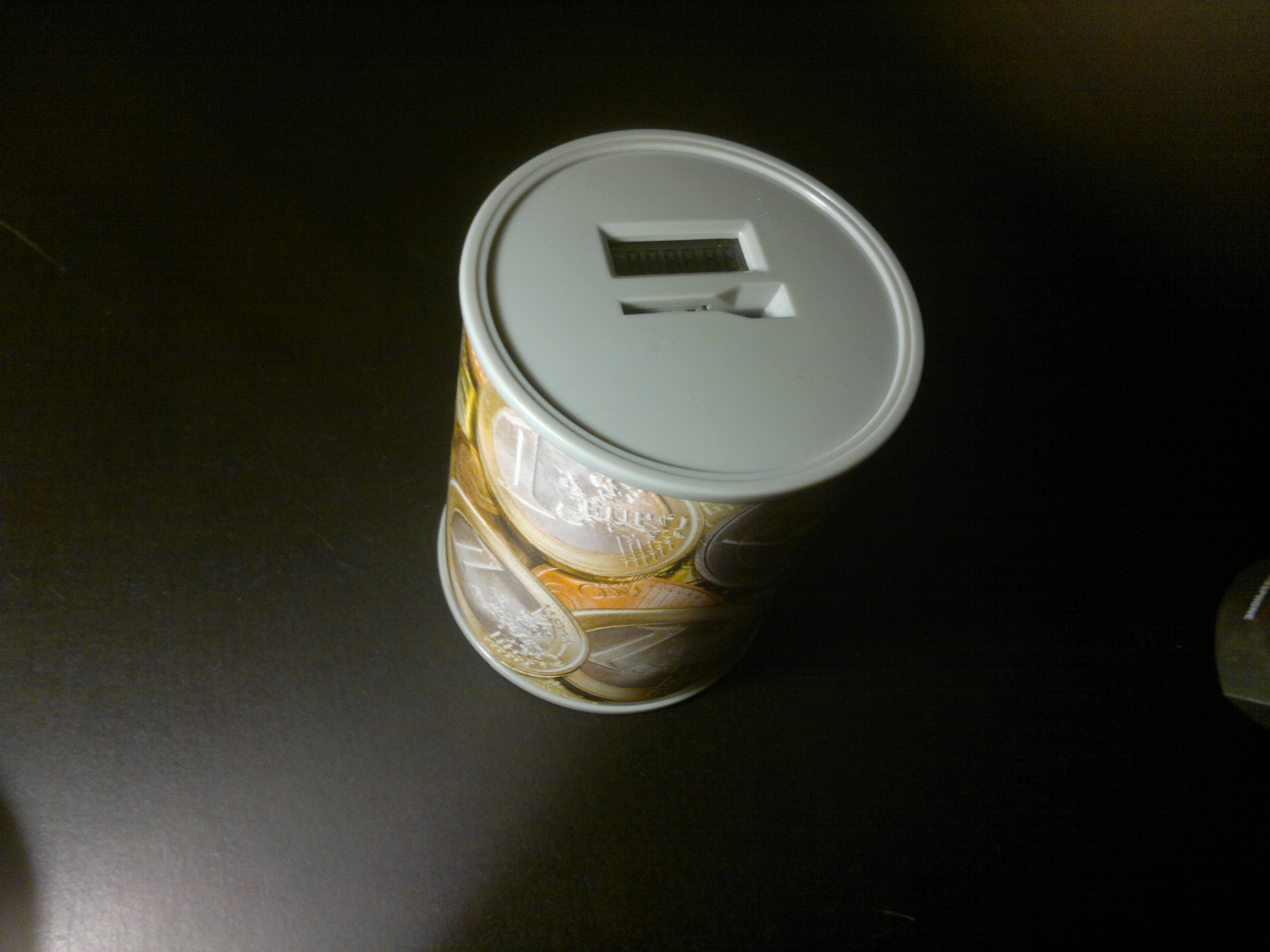
En modern sparbössa med inbyggd elektronisk mynträknare i locket.

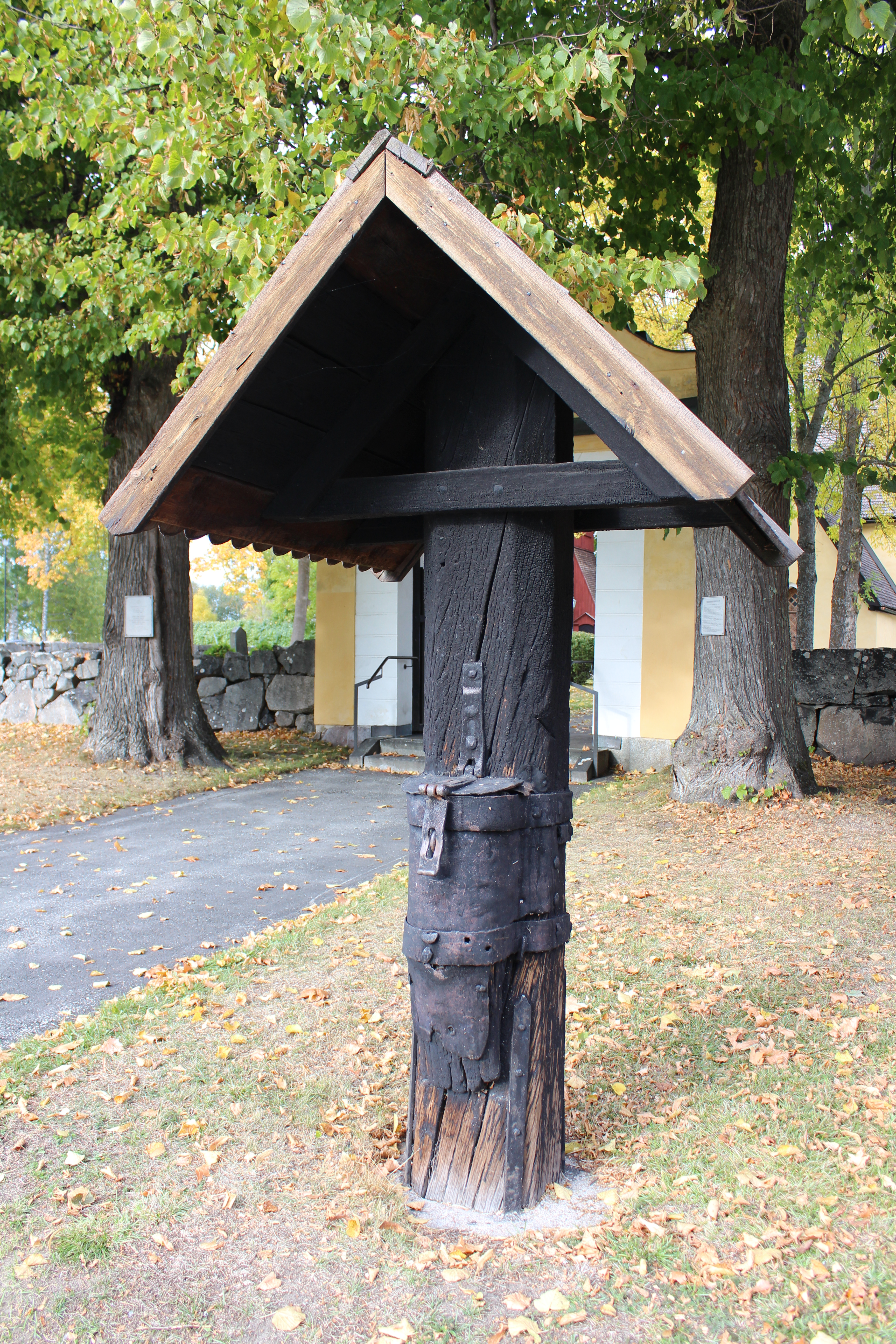
En insamlingsbössa vid Sala sockenkyrka.

Sparbössa är en behållare som används för att samla in eller spara pengar i, vanligen mynt. Det är vanligt att sparbössan avbildas som en gris, och den kallas då spargris.
Olika typer av sparbössa:
- Tempelsparbössa, en föregångare till nutidens sparbössor.
- Fattigbössa
- Skråsparbössa
- Insamlingsbössa
- Skolsparbössa
- Hemsparbössa
- Privatsparbössa, den vanligaste sparbössan.

## Historik
Den äldsta kända sparbössan är funnen i Babylon och daterad till 300-talet f.Kr..
I Sverige hade sparbössan sin storhetstid under 1900-talet, när många barn fick en sparbössa från banken efter amerikansk modell och kontanthanteringen i samhället var vanligare. Barn i gemen började få tillgång till egna pengar, i samband med att fenomen som veckopeng blev allt vanligare. Även vuxna kan spara pengar i sparbössa, exempelvis till utgifter för bensin, parkeringsautomater, godis- och tobaksvaror, telefon, resor och nöjen, alternativt till oförutsedda (små-)utgifter.

## Djurfigurer

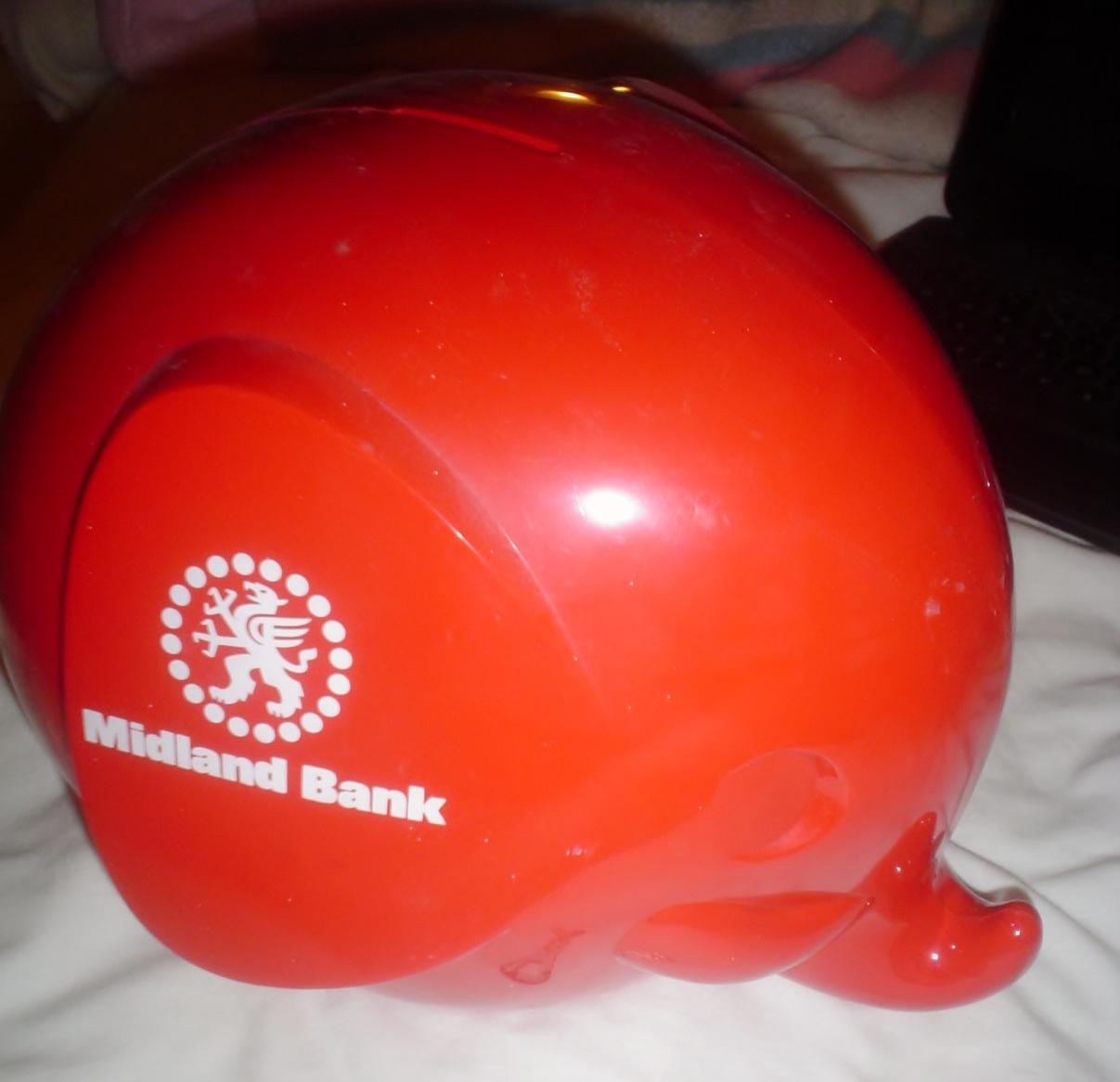
Brittisk sparelefant i plast.

Sparbössorna har ofta varit utformade som djurfigurer "Spargrisar" har varit mest vanliga och blev närmast sinnebilden av en sparbössa i många europeiska länder (i Danmark var Sparegrisen en spridd tidning för barn åren 1932–72). Även elefanter lanserades som sparsymbol av ett antal banker, bland annat av svenska Föreningsbanken (och dess föregångare Jordbrukskassorna), brittiska Midland Bank samt tyska Dresdner Bank. Sparbössor i elefantformat tillverkades i Finland åt banker i flera europeiska länder.

## Växla in sparpengar
Den minskade kontanthanteringen i vissa länder gör det svårare att växla in sina sparade småpengar.

### Sverige
I Sverige har bankkontor ingen skyldighet att ta emot kontanter från privatpersoner. Det finns insättningsautomater, som Bankomat, för insättning av sedlar, vilket förutsätter att insättaren är kund i en ansluten bank. Växlingskontor kan hantera kontanter, men ibland tillkommer en avgift och kunden kan få frågor om pengarnas ursprung och behöva lämna in underlag till följd av lagen om penningtvätt. Växlingsautomater kan växla kontanter, men ofta tillkommer en avgift. I samband med att Sverige fick nya sedlar och mynt under 2010-talet föreslog riksbanken att man även använde de gamla pengarna som betalning i affärer med kontanthantering, alternativt donerade dem till välgörenhetsorganisationer som tar emot kontanter. Det kan förekomma begränsningar i belopp eller hur många sedlar eller mynt som kan hanteras.

## Källhänvisningar
1. ↑  ”Sparbössor”. Kungliga Myntkabinettet. http://www.myntkabinettet.se/fakta/foremalsfakta/sparbossor. Läst 12 juni 2016.
2. ↑  ”" ... for eksempel tegneserien "Peter Spar og Søren Sold"”. Lundvald.grandts.dk. Läst 24 oktober 2014. (danska)
3. 1 2  "Die Schreckenskammer der Spar-Elefanten". Arkiverad 24 oktober 2014 hämtat från the Wayback Machine. Sparschweinschutz.de. Läst 24 oktober 2014. (tyska)
4. ↑  "Sparelefanten, liten". Vintageinmyheart.com. Läst 24 oktober 2014.
5. ↑  ”Skyldighet för större banker att tillhandahålla vissa kontanttjänster”. www.riksbank.se. https://www.riksbank.se/sv/betalningar--kontanter/sedlar--mynt/skyldighet-for-storre-banker-att-tillhanda-halla-vissa-kontanttjanster/. Läst 27 maj 2025.
6. ↑  ”Våra tjänster”. Bankomat. https://www.bankomat.se/tjanster/. Läst 27 maj 2025.
7. ↑  ”Betalsätt”. www.forex.se. https://www.forex.se/kundservice/fragor-och-svar/valuta-betalning/. Läst 27 maj 2025.
8. ↑  ”Frågor och svar om sedlar och mynt”. Riksbanken. Arkiverad från originalet den 2 juni 2016. https://web.archive.org/web/20160602174942/http://www.riksbank.se/sv/Fragor-och-svar/Sedlar-och-mynt/. Läst 12 juni 2016.
9. ↑  ”Handelns råd: Max 25 mynt som betalning”. SVT Nyheter. 12 oktober 2016. https://www.svt.se/nyheter/ekonomi/handelns-rad-max-25-mynt-som-betalning. Läst 27 maj 2025.